# Major League Baseball 2K13
Major League Baseball 2K13, eller MLB 2K13, är ett Major League Baseball licensierat baseball simuleringsdatorspel som utvecklats av Visual Concepts och publicerades av 2K Sports och släpptes den 5 mars 2013 för PlayStation 3 och Xbox 360. Kommentaren levereras av trio av Gary Thorne, Steve Phillips och John Kruk.
Den 6 januari 2014 meddelade 2K Sports att MLB 2K13 skulle vara det sista spelet i MLB 2K-serien. 